# Saint-Victor-sur-Ouche
Saint-Victor-sur-Ouche este o comună în departamentul Côte-d'Or, Franța. În 2009 avea o populație de 238 de locuitori.

## Evoluția populației
| An        | 1975 | 1982 | 1990 | 1999 | 2006 | 2009 |
| --------- | ---- | ---- | ---- | ---- | ---- | ---- |
| Populație | 92   | 178  | 222  | 229  | 223  | 238  |